# (24939) Chiminello
(24939) Chiminello est un astéroïde de la ceinture principale.

## Description
(24939) Chiminello est un astéroïde de la ceinture principale. Il fut découvert le 1er mai 1997 à Bologne par l'Observatoire San Vittore. Il présente une orbite caractérisée par un demi-grand axe de 2,42 UA, une excentricité de 0,26 et une inclinaison de 13,7° par rapport à l'écliptique.
L'astéroïde est dédié à l'astronome Vincenzo Chiminello, le deuxième directeur de l'observatoire astronomique de Padoue (Specola di Padova).

## Compléments